# Sophus Birket-Smith
Sophus Birket-Smith, född den 28 april 1838, död den 1 oktober 1919 i Köpenhamn, var en dansk historiker och biblioteksman, far till Kaj Birket-Smith.
Birket-Smith blev student 1855 och ägnade sig tidigt åt klassisk arkeologi (Kort Veiledning i Antikkabinettet, 1861). År 1863 blev han assistent vid universitetsbiblioteket i Köpenhamn och 1880 bibliotekarie. I ledningen av biblioteket visade han stor skicklighet och framsynthet, fick 1893 titeln överbibliotekarie och tog 1909 avsked. Hans vetenskapliga arbeten gick i två riktningar. 
Birket-Smith slog sig på det dittills försummade studiet av den äldre danska dramatiska litteraturen och utgav efter hand en serie gamla skådespel: Kortvending (1866), Ludus de Sancto Kanuto duce (1868), Mogens Skeels Grevens og Friherrens Komedie (1871), Kristiern Hansens Komedier (1874), H.J. Ranchs Danske Skuespil (1876-77), Tobiæ Komedie (1887), "Comoedia de mundo et paupere" (1888) och Peder Hegelunds Skuespil (1888-90). Härtill sluter sig två serier lärda Studier paa det gamle danske Skuespils Omraade (1883 och 1896). 
Dessutom övertog Birket-Smith utgivningen av Leonora Christinas "Jammers Minde" enligt hennes egen handskrift, bevarad hos hennes ättlingar i Österrike (1869; 3:e upplagan 1885 och 2 folkupplagor), och författade senare Leonora Christina Grevinde Ulfeldts Historie (I-II, 1879-81), ett av de mest betydande arbetena i dansk historia. Det kompletteras av Leonora Christina paa Maribo kloster (1872), vartill kom en översättning av "Otto Sperlings Selvbiografi" (1885). 
Vidare utgav Birket-Smith Til belysning af literære Personer og Forhold i slutningen af det 18:e og begyndeisen af det 19:e Aarhundrede (1884) och Kjøbenhavns Universitets Matrikel (för åren 1611-1828, 3 band, 1890-1912). Birket-Smith var en bland utgivarna av Danske Samlinger 1870-79 och blev hedersdoktor 1894. Vid sitt avsked 1909 fick han titeln konferensråd, men avsade sig den ett par år senare.

## Utmärkelser
- Dannebrogsmännens hederstecken,  1892[1]
- Kommendör av Dannebrogorden,  1898[1]

[Redigera Wikidata]